# Rockster

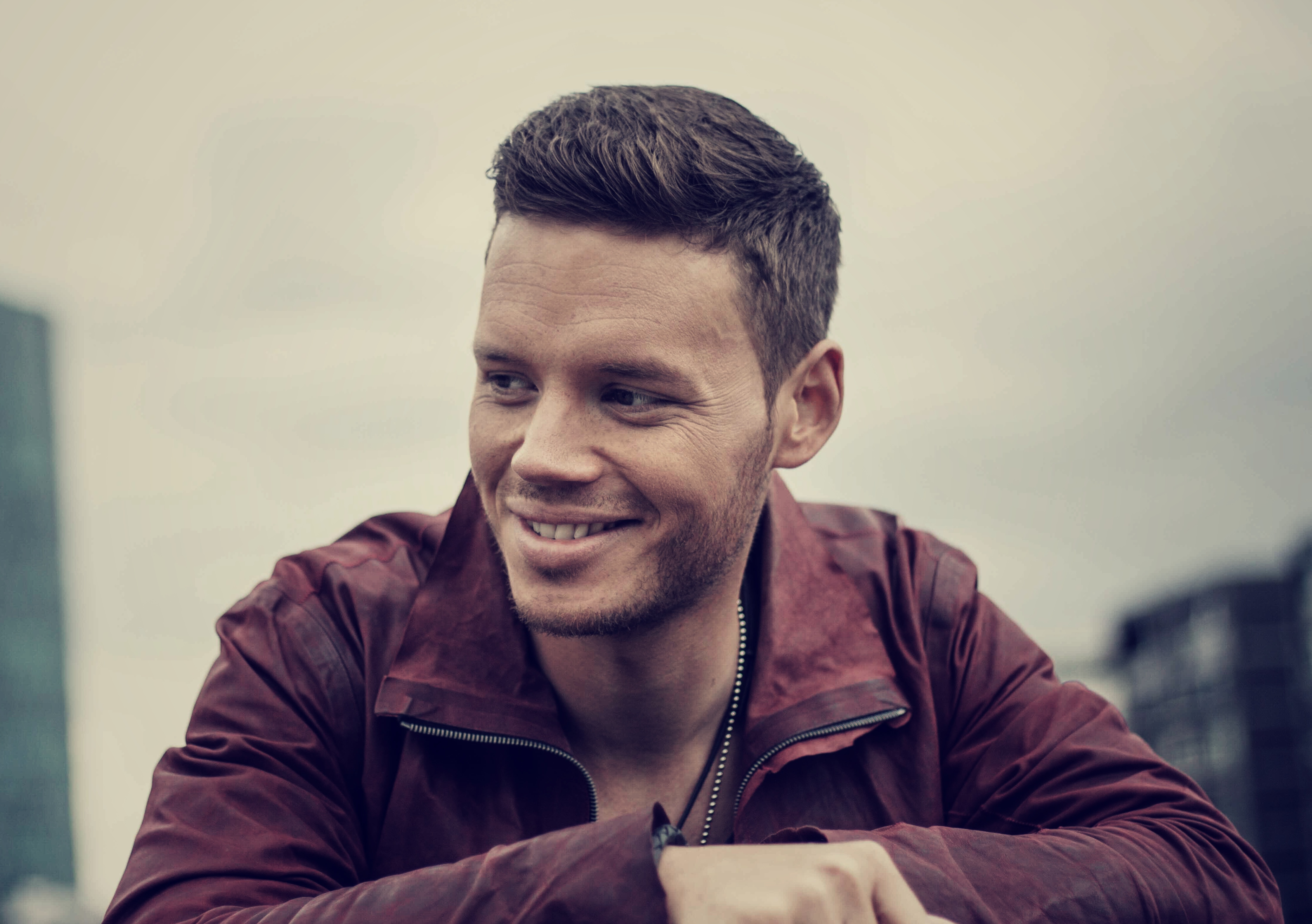
Rockster

Rockster (* 9. Mai 1984 in Frankfurt am Main, Rödelheim als Johnny Schmitt) ist ein deutscher DJ und Musikproduzent.

## Leben
2001 begann Rockster in Frankfurt am Main als DJ im Bereich Hip-Hop und R'n'B und begleitete 2005 die Backstreet Boys zusammen mit Rapsoul (damals bei Sony BMG unter Vertrag) auf Deutschland-Tournee. In den Jahren 2006 bis 2009 folgten weitere Tourneen an der Seite von Rapsoul, bis es zur Auflösung der Band kam. Rockster entfernte sich daraufhin musikalisch von seinen Hip-Hop-Wurzeln und erweiterte seine DJ-Sets durch Mixed Music (auch „Mashup“ oder „Open Format“ genannt). Schließlich avancierte er durch seine Mixes zum Resident-DJ in den Frankfurter Diskotheken VELVET und APT. Dort legt er heute noch auf.
2013 wurde die Bezeichnung „DJ“ aus seinem Künstlernamen getilgt, weil sich Rockster als Musiker abermals veränderte. Inzwischen produziert und veröffentlicht er über das Label Poptro (Division of efe|music) eigene Songs. Poptro nennt er eine Mischung aus Pop- und Elektromusik. Bei den Song-Produktionen kooperiert er zum Beispiel mit dem Sänger Butch Williams, oder dem durch den Welthit „Suavemente“ bekannten Sänger Paul Cless. Den größten Erfolg verbuchte der Macher von Poptro mit seiner Single „How I Feel“. Diese erste Single erreichte Platz 14 der Deutschen Dance Charts und Platz 19 der US Billboard Dance Charts.

## Diskografie
- Dritte Single 21. März 2014: Remember
- Zweite Single 26. Dezember 2013: This Ain't Love
- Erste Single 31. Mai 2013: How I Feel (Platz 14 Deutsche Dance Charts/Platz 19 US Billboard Dance Charts)